# 5658 Клаусбаадер
5658 Клаусбаадер (5658 Clausbaader) — астероїд головного поясу, відкритий 17 лютого 1950 року.
Тіссеранів параметр щодо Юпітера — 3,340.